# Карамалы-Бузат
Карамалы-Бузат (баш. Ҡарамалы-Буҙат) — деревня в Стерлибашевском районе Башкортостана, входит в состав Бузатовского сельсовета. 

## Название
От названия реки баш. Ҡарамалы и названия местности Буҙат.

## Население
| 2002 | 2009 | 2010 |
| ---- | ---- | ---- |
| 18   | ↘10  | →10  |

Согласно переписи 2002 года, преобладающая национальность — татары (100 %).

## Географическое положение
Стоит на реке Карамалы.
Расстояние до:
- районного центра (Стерлибашево): 55 км,
- центра сельсовета (Бузат): 8 км,
- ближайшей ж/д станции (Стерлитамак): 113 км.